# Wolfgang Wiesner (Fußballspieler)
Wolfgang Wiesner (* 20. Februar 1967) ist ein ehemaliger deutscher Fußballtorwart.

## Karriere
In Köln, zunächst beim VfB 05 und später beim 1. FC, begann Wolfgang Wiesner mit dem Vereinsfußball. Später spielte er mit dem Bonner SC in der Oberliga Nordrhein, ehe ihn der Zweitligist Rot-Weiss Essen verpflichtete. Nach zwei Jahren in Essen als Ersatztorhüter wechselte er zum BSV Stahl Brandenburg, der nach Auflösung der DDR-Ligen in der 2. Bundesliga antrat. Nach dem Abstieg in die Oberliga blieb er dem Verein noch ein weiteres Jahr treu und unterschrieb 1993 einen Vertrag beim SC Fortuna Köln. Auch dort konnte er sich nicht als Stammtorwart etablieren – seine „Konkurrenten“ auf der Position Adam Matysek, Walter Junghans und anschließend Andreas Wessels bekamen den Vorzug. Ab 1998 war er in der Regionalliga beim Wuppertaler SV, SC Paderborn 07 und bei seinem ersten Verein als Profi, Rot-Weiss Essen, aktiv. 2002 beendete er seine höherklassige Karriere und spielte als Torwart anschließend u. a. noch beim Verbandsligisten FV Bad Honnef.

### Statistik
| Liga          | Spiele (Tore) |
| ------------- | ------------- |
| 2. Bundesliga | 38 (0)        |
| Regionalliga  | 54 (0)        |

| Saison   | Verein            | Liga            | Sp (T) |
| -------- | ----------------- | --------------- | ------ |
| bis 1989 | Bonner SC         | OL Nordrhein    | 0? (?) |
| 1989/90  | Rot-Weiss Essen   | 2. Bundesliga   | 02 (0) |
| 1990/91  | Rot-Weiss Essen   | 2. Bundesliga   | 08 (0) |
| 1991/92  | Stahl Brandenburg | 2. Bundesliga   | 16 (0) |
| 1992/93  | Stahl Brandenburg | OL Nordost-Nord | 22 (0) |
| 1993/94  | SC Fortuna Köln   | 2. Bundesliga   | 01 (0) |
| 1994/95  | SC Fortuna Köln   | 2. Bundesliga   | 07 (0) |
| 1995/96  | SC Fortuna Köln   | 2. Bundesliga   | 00 (0) |
| 1996/97  | SC Fortuna Köln   | 2. Bundesliga   | 00 (0) |
| 1997/98  | SC Fortuna Köln   | 2. Bundesliga   | 04 (0) |
| 1998/99  | Wuppertaler SV    | RL West/Südwest | 25 (0) |
| 1999/00  | SC Paderborn 07   | RL West/Südwest | 17 (0) |
| 2000/01  | Rot-Weiss Essen   | RL Nord         | 12 (0) |
| 2001/02  | Rot-Weiss Essen   | RL Nord         | 00 (0) |